# Jaime Soto
Jaime Soto OESSH (* 21. března 1953, Inglewood Kalifornie, USA) je kalifornský římskokatolický kněz a biskup sacramentský. Je členem Řádu Božího hrobu v hodnosti komtura s hvězdou, a je velkopřevorem řádového místodržitelství pro USA - Severozápad.